# 周相 (嘉靖己丑進士)
周相（1492年—？），字君弼，號陸田，直隸蘇州府吳江縣人，民籍，明朝政治人物。

## 生平
嘉靖七年（1528年）戊子科應天府鄉試第十一名舉人。嘉靖八年（1529年）聯捷己丑科會試第二百二名，登第三甲第二百一十五名進士。九年十一月选授浙江道試御史，十年两淮巡盐，十二年九月疏陈盐法五事。十六年任江西按察司佥事，十七年五月升河南布政司左参议，十九年十一月升陕西按察司副使、整饬潼关兵备，二十三年正月考察降调。

## 家族
曾祖周立；祖父周旻；父周璋，母胡氏。具庆下。